# سد روده لس برگ
سد روده لس برگ (به لاتین: Roode Els Berg Dam) یک سد در آفریقای جنوبی است که در Sanddriftkloof Hex Valley De Doorns South Africa واقع شده‌است.